# Aavasaksa
Aavasaksa (švédsky Aavasaksa, i historicky Avasaxa) je hora v severním Finsku, jejíž nadmořská výška je 242 m.

## Poloha
Nachází se na území obce Ylitornio v Laponsku, několik kilometrů jižně od polárního kruhu. Horu obtéká řeka Tengeliönjoki, která se pod západním svahem hory vlévá do řeky Tornionjoki. Tato řeka v těchto místech tvoří hranici mezi Finskem a Švédskem.

## Význam

Mapka hory Aavasaksa

Hora Aavasaksa se vypíná nad rozsáhlou rovinatou oblastí. Její vrchol je často považován za nejjižnější bod ve Finsku, ze kterého lze pozorovat v létě Půlnoční Slunce. V 18. století byla hora cílem vědecké expedice francouzského přírodovědce Pierre Louise Maupertuise. V 19. století zde byl zřízen jeden z měřicích bodů Struveho geodetického oblouku. Jako jedno z 34 vybraných míst Struveho oblouku byla hora Aavasaksa zařazena v roce 2005 do seznamu Světového dědictví UNESCO. Kromě toho je hora od roku 1994 jednou z 27 oficiálních Národních krajin ve Finsku.